# Václavovice
Václavovice település Csehországban, Ostrava városi járásban. Václavovice Havířov, Sedliště, Šenov, Vratimov és Kaňovice településekkel határos. Lakosainak száma 2115 fő (2024. január 1.).

## Népesség
A település lakosságának változását az alábbi diagram mutatja:
| Lakosok száma | 966  | 1223 | 1253 | 1429 | 1422 | 1860 | 1965 | 1998 | 2026 | 2115 |
|               | 1869 | 1900 | 1921 | 1961 | 1980 | 2011 | 2016 | 2019 | 2021 | 2024 |